# Divodonična veza
Divodonična veza je vrsta vodonične veze, interakcije između veze metalnog hidrida i OH ili NH grupe, ili drugog protonskog donora. Sa van der Valsovim radijusom od 1,2 Å, atomi vodonika se obično ne približavaju drugim atomima vodonika na rastojanja manja od 2,4 Å. Prilazi bliži od 1,8 Å, su međutim karakteristični za divodonično vezivanje.

## Borni hidridi
Jedan od prvih primera ovog fenomenona su opisali Braun i Heseltin. Oni su primetili intenzivnu apsorpciju u IR opsezima na 3300 i 3210 cm−1 rastvora . Opseg više energije pripada normalnoj N−H vibraciji, dok opseg niže energije potiče od iste veze koja formira interakcije sa B−H. Nakon rastvaranja, 3300 cm−1 opseg povećava intenzited, a 3210 cm−1 opseg se umanjuje, usled intermolekularnih asocijacija.
Interest u divodonično vezivanje je oživeo nakon kristalografske karakterizacije molekula . U ovom molekulu, poput molekula koji su izučavali Braun i Hazeltin, atomi vodonika na azotu imaju parcijalno pozitivno naelektrisanje, , a atomi vodonika na boru parcijalno negativno naelektrisanje, . Rezultujuće  privlačenje stabilizuje molekul u čvrstom stanju. U kontrastu s tim, srodna supstanca etan, , je gas sa tačkom klučanja nižom od 285 °. Pošto učestvuju dva vodonična centra, interakcija se naziva divodonična veza.
Smatra se da dolazi do formiranja divodonične veze pre formiranja  u reakciji hidrida i protinske kiseline. Veoma kratke divodonične veze su primećena u  sa H−H kontaktima od 1,79, 1,86 i 1,94 Å.

## Koordinaciona hemija
Smatra se da do protonacije hidridnih kompleksa prelaznih metala generalno dolazi putem divodoničnog vezivanja. Ova vrsta H−H interakcija se razlikuje od -{H−H} vezivanja kod kompleksa prelaznih metala koji imaju divodoničnu vezu sa metalom.